# Max Lube
Max Lube (* 9. September 1843 in Berlin; † 16. November 1903 in New York) war ein deutsch-amerikanischer Schauspieler und Theaterregisseur.

## Leben
Max Lube wurde in ärmlichen Verhältnissen geboren, im Alter von elf Jahren hatte er beide Eltern und alle fünf Geschwister verloren. Er wuchs in Berlin als Pflegekind in der Familie le Vrang auf.
1862 wanderte Lube nach Amerika aus und begann 1867 in Baltimore als Schauspieler zu arbeiten. Er trat zumeist deutschsprachig auf, anfangs vor allem als Komiker in Lustspielen und Possen, später auch in Operetten. Nach einigen Jahren (1874 bis 1877) an Bühnen in Deutschland, unter anderem von 1876 bis 1877 am Thalia-Theater in Hamburg, kehrte er mit seiner Frau Josephine geb. Wolff in die USA zurück und war als Komiker am Thalia-Theater in New York beliebt.
1881 begann die „Königin der Operette“, Marie Geistinger, ihre erste Tournee durch die Vereinigten Staaten. Max Lube war der verantwortliche Regisseur für alle Aufführungen während dieser Tournee vom Dezember 1881 bis April 1882 und spielte zugleich vor allem die komischen Rollen in den Gastspielen.
In den folgenden Jahren trat er schwerpunktmäßig in New York auf, zuerst am dortigen Thalia-Theater und danach am Germania-Theater, zumeist wiederum in den komischen Rollen, häufig als Hauptdarsteller. In den 1880er-Jahren waren es viele Auftritte in den Strauß-, Millöcker- und von Suppé-Operetten, in den 1890er-Jahren waren es die von Adolph Philipp verfassten Volksstücke, die Philipp in den Hauptrollen speziell auf Max Lube abgestimmt hatte.
Max Lube wurde auf dem Höhepunkt seiner Beliebtheit Anfang 1900 jäh arbeitsunfähig, vermutlich durch einen Schlaganfall, und verstarb kurz nach seinem 60. Geburtstag am 16. November 1903. Er hinterließ keine Nachkommen.